# 悪冠一色
悪冠一色（アーガンイーソー）は、かつて日本の闘龍門、DRAGON GATEで活動したプロレスラーのヒールユニット。ユニット名の語源は中国語で極悪非道を意味する「悪冠」にヒール「一色」に染めるをくっつけた造語から。

## 概要

### はぐれ軍団
2003年、イタリアン・コネクションを脱退した近藤修司、"brother"YASSHIに1匹狼で活動していた大鷲透が共闘を呼び掛けて、はぐれ軍団を結成。後に高木省吾が加入して闘龍門の全ユニットに抗争を仕掛けてルードユニットとしての活動を開始する。

### 悪冠一色
2004年1月、突如ヒールターンした望月成晃を迎えた際、その場でユニット名を「悪冠一色」と発表する。その後、ロイヤル・ブラザーズだった菅原拓也に謀略を演じさせて招き入れ、総勢6名の大所帯ユニットとなった。悪冠一色は他のユニットと異なり、結成当初からリーダーを設けておらず各メンバーが好き勝手に暴れる集団だった。だが、徐々にメンバーが増えると今まで通りのやり方ではユニットが機能しないと考えた望月が、｢まとめ役｣が必要だと主張する。これに近藤が｢あくまで悪冠一色にリーダーは必要ない!｣と反発してリーダー問題が勃発した。近藤と望月の間に亀裂が生じた結果、リーダーの座を賭けて両者が戦うこととなり、勝った望月がリーダーに就任する。一方、敗れた近藤も望月を認めリーダー問題は終焉したと思われた。が、望月の思考に同調するメンバーは1人もおらず、望月はその翌日をもって悪冠一色を追放された。望月の追放後は闘龍門JAPANからDRAGON GATEの極悪ルードとして活動するも、リング外の素行不良と職務怠慢を理由に2004年末をもってメンバー全員がDRAGON GATEから解雇された。解雇以降、元メンバーの望月と袂を分かった事や各選手がそれぞれ活動の場を移したことから、DRAGON GATE20周年記念試合に至る15年間、メンバーのそろい踏みは果たされなかった。
2005年1月、悪冠一色は解散を発表した。解雇後はメンバー各員、それぞれ新たな主戦場へと進んで行った。

### 解散後
近藤、YASSHIは全日本プロレスへと殴り込み、DRAGON GATE時代の先輩であるTARUと組んでヒールユニット・VOODOO-MURDERSを結成。
大鷲は大阪プロレスへ参戦。最凶のフリー参戦選手として暴れるが、スーパー・ドルフィンに敗戦後、離脱した。後に新しい主戦場DDTプロレスリングへ参戦し、自らヒールグループを作りDDTに無くてはならない存在となった。
高木はDDTへ参戦、入団も誘われたがあえて参戦という形で活動後、後に合流する大鷲と手を組む。
菅原はアメリカ修行の後に他団体へフリー参戦後、みちのくプロレスへGammaと乱入しSTONEDを結成する。しかし、ほとんどみちプロには参戦せずZERO1-MAXへ。容姿が似ている藤田ミノルから「弟」と呼ばれ敵対する。
2005年7月に旗揚げされたドラゴンドアの興行において、メンバーが一堂に会している。ただし、同団体の興行において闘龍門Xに所属していた選手が「STONED」を結成した影響からか、ベビーフェイスの扱いを受けている。さらに唯一態度を保留していた菅原が「STONED」に加入してしまった。
2007年8月2日ZERO1-MAX後楽園大会で菅原がDRAGON GATE解雇以来、タッグながら約2年ぶりに望月と対戦した。
なお、メンバーはDRAGON DOOR参戦時は厳密にはフリーであったが、プロレスリング・エルドラド旗揚げ後は同団体所属となっている。

### 再結託
2008年6月の後楽園ホールメイン終了後、近藤の呼びかけによりエルドラド再起を賭け、悪冠一色の再結成へ動き始める。
8月、エルドラド2周年記念大会にて悪冠一色vs東京愚連隊が組まれる。しかし試合終了後、悪冠一色がエルドラドからの撤退を発表。
9月、近藤が全日本プロレスに入団。VMを離脱したためYASSHIと敵対。
12月、エルドラド活動停止。
2009年、"brother"YASSHIがレスラー活動を休業。
2011年、大鷲が無期限の休業（後2013年に高木三四郎こと高木規が社長を勤めるDDTプロレスリングに於いて本格的に現役復帰し、現在はフリーランスとしてDDTプロレスリングをメインに参戦。現在は高木・平田一喜と共に3人組ユニット「T2ひー」を結成し活動中。）。
2019年、DRAGON GATEが闘龍門JAPAN時代から数えて20周年を迎えた事を受け、1月に解雇以来およそ14年振りに近藤がDGマットに参戦した。これに続く形で同じく14年振りに大鷲、長らく参戦していなかった菅原も参戦。そこに定期参戦しているYASSHIを合わせ、解雇時の悪冠一色メンバーがDGマットに15年振りに集結した。その後もアンソニー・W・森を巡って菅原が後楽園に参戦し、神戸ワールド記念ホール大会には、近藤と菅原が参戦している。

## メンバー
- 近藤修司
- "brother"YASSHI
- 菅原拓也（一時離脱するも所属していたユニット「STONED」が解散したため復帰）
- 大鷲透
- 高木省吾

## 元メンバー
- 望月成晃（リーダー）（追放）